# NGC 5394
NGC 5394 este o interacțiune de galaxii situată în constelația Câinii de Vânătoare. A fost descoperită în 16 mai 1787 de către William Herschel. Se află la o distanță de 54,03 de megaparseci de Pământ.